# Норт Бандергрифт-Плезант Вју (Пенсилванија)
Норт Бандергрифт-Плезант Вју (енгл. North Vandergrift-Pleasant View) град је у америчкој савезној држави Пенсилванија.

## Демографија
По попису из 2000. године број становника је 1.355.
| Група             | 2000.         | 2010.    |
| Белци             | 1.271 (93,8%) | 0 (0,0%) |
| Афроамериканци    | 45 (3,3%)     | 0 (0,0%) |
| Азијати           | 0 (0,0%)      | 0 (0,0%) |
| Хиспаноамериканци | 16 (1,2%)     | 0 (0,0%) |
| Укупно            | 1.355         | 0        |